# Гулейкари
Гулейкари (груз. გულეიკარი) — село в Грузии, на территории Абашского муниципалитета края (мхаре) Самегрело-Верхняя Сванетия.

## География
Село находится в западной части Грузии, на левом берегу реки Риони, на расстоянии приблизительно 6 километров (по прямой) к югу от города Абаша, административного центра муниципалитета. Абсолютная высота — 16 метров над уровнем моря.

## Население
По результатам официальной переписи населения 2014 года в Гулейкари проживал 321 человек (173 мужчины и 148 женщин). В национальном составе грузины составляли 99,7 %.
| Год  | Население, человек |
| ---- | ------------------ |
| 2002 | 408                |
| 2014 | ↘ 321              |